# Potamacmaea
Potamacmaea is een geslacht van weekdieren uit de klasse van de Gastropoda (slakken).

## Soort
- Potamacmaea fluviatilis (Blanford, 1867)